# Rumacon annulicornis
Rumacon annulicornis là một loài bọ cánh cứng trong họ Cerambycidae.